# Vincent Coll
Vincent "Mad Dog" Coll (nacido como Uinseann Ó Colla, 20 de julio de 1908 – 8 de febrero de 1932) fue un rufián y sicario irlandés-estadounidense de los años 1920 e inicios de los 1930 en la ciudad de Nueva York. Coll se hizo conocido por el supuesto asesinato accidental de un niño durante un intento de secuestro de la mafia.
En septiembre de 1931, Coll fue contratado por Salvatore Maranzano, quien recientemente se había declarado a sí mismo como capo di tutti capi, para asesinar a Charles "Lucky" Luciano, el nuevo jefe en funciones de la familia mafiosa del mismo nombre. Tommy Lucchese alertó a Luciano de que estaba condenado a muerte. Meses antes, Luciano había dado fin a la guerra de los Castellammarenses al ordenar el asesinato de su jefe, Joseph Masseria, lo que dejó a Maranzano como el jefe más poderoso de la ciudad. Maranzano pronto decidió, sin embargo, que Luciano era una amenaza. El 10 de septiembre, Maranzano convocó a Luciano, Vito Genovese y Frank Costello a su oficina en el 230 Park Avenue en Manhattan. Convencido de que Maranzano pretendía matarlo, Luciano decidió golpear primero. Envió cuatro sicarios judíos cuyas caras eran desconocidas para Maranzano y sus matones. Ellos habían sido contactados con la ayuda de los asociados cercanos de Luciano Meyer Lansky y Bugsy Siegel. Disfrazados como agentes del gobierno, dos de los gánsters desarmaron a los guardaespaldas de Maranzano. Los otros dos, ayudados por Lucchese, quien fue para señalarles a Maranzano, acuchillaron al jefe siciliano múltiples veces y lo remataron disparándole.
Según el testimonio de 1963 del testigo del gobierno Joseph Valachi, Maranzano le había pagado a Coll $25,000 por matar a los tres mafioso pero cuando Coll llegó a la oficina de Maranzano ese mismo día con la intención de cumplir con su parte del trato, encontró a Lucchese y los cuatro sicarios judíos huyendo de la escena. Luego de saber que Maranzano estaba muerto, Coll salió del edificio.

## Muerte
Tanto Dutch Schultz como Owney Madden ofrecían una recompensa de $50,000 por la cabeza de Vincent Coll. En un momento, Schultz había ido a una comisaría de policía del Bronx y ofrecido "una casa en el condado de Westchester" a cualquiera que matara a Coll.
El 1 de febrero de 1932, cuatro o cinco sicarios invadieron un departamento del Bronx donde se rumoreaba que Coll iba con frecuencia y dispararon con pistolas y ametralladoras. Tres personas (los gánsters de Coll Patsy Del Greco y Fiorio Basile y el transeúnte Emily Tanzillo) murieron. Otros tres resultaron heridos. Coll mismo no se hizo ver hasta 30 minutos después del tiroteo.
Una semana después, a las 12:30 a. m. del 8 de febrero, Coll estaba en la cabina de teléfono de una farmacia entre la Octava Avenida y la calle 23 en Manhattan. Se informó que estaba hablando con Madden, demandando el pago de $50,000 bajo la amenaza de secuestrar a su cuñado. Madden mantuvo a Coll en la línea mientras la llamada fue rastreada. Tres hombres en una limusina oscura llegaron pronto a la farmacia. Mientras uno esperó en el coche, los otros dos bajaron del vehículo. Uno esperó afuera mientras el otro entró a la tienda. El pistolero le dijo al cajero "Mantente tranquilo ahora", sacó un subfusil Thompson debajo de su abrigo y abrió fuego sobre Coll dentro de la cabina telefónica. Coll murió instantáneamente. Los asesinos huyeron en el auto. Fueron perseguidos sin éxito por la Octava Avenida por un policía que patrullaba a pie y que había escuchado los disparos y ordenó a un taxi que los siguiera.

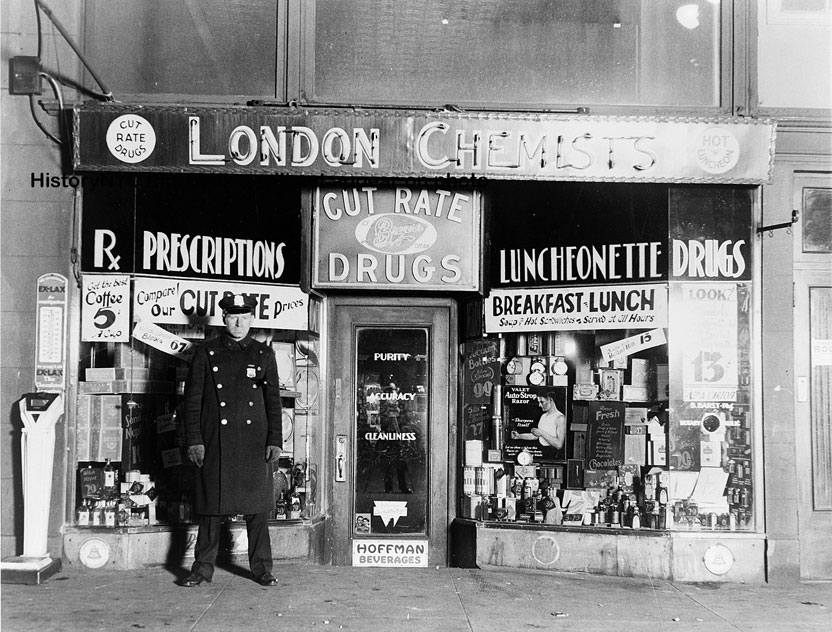
Un oficial de policía de la ciudad de Nueva York parado afuera de la farmacia donde Vincent Coll fue asesinado en 1932.

Un total de 15 balas fueron extraídas del cuerpo de Coll en la morgue. Muchas más lo habían atravesado completamente. Coll fue enterrado junto a su hermano Peter en el Saint Raymond's Cemetery en El Bronx. Dutch Schultz envió un arreglo floral con un cartel que decía "De parte de los muchachos".